# 고폭탄
고폭탄 (高爆彈 / High Explosive)은 내부에 작약을 채워 폭발에 의해 철제 파편이 광범위하게 비산하도록 설계되어 있는 폭탄이다. 철제통, 폭발물, 퓨즈로 구성되어 있다.

## 개요
대전차고폭탄 및 접착유탄과 구별해 대인유탄으로 불리기도 하며, 더 줄여서 유탄 (榴彈)으로도 불린다. 유탄의 어원은 무수한 탄알이 흩뿌려지는 모습이 석류와 같다 하여 명명되었다.
일반적으로 포병 부대에서 사용하며, 소형 고폭탄은 보병에서 유탄 발사기로 발사하는 용도로 쓰인다. 또한, 손으로 던질 수 있도록 만들어진 유탄을 수류탄 이라고 한다.
최초의 고폭탄은 앙리 조세프 펙상의 펙상 포에 의해 발사되었으며, 당시에는 작렬탄 (炸裂彈)으로 불렸다.

## 한국
방위사업청은 2024년 8월 12일에 열린 제109회 방위사업기획·관리분과위원회에서 76㎜ 철갑고폭탄 양산 계획을 승인했다고 13일 밝혔다.
윤영하급 고속함과 참수리급 고속정 등의 주력 포인 76㎜(3인치) 함포에서 발사할 수 있다.
철갑고폭탄은 외국산만 있었으나, 2019년 국내 개발에 착수해 2023년 11월 전투용 적합 판정을 받았고, 2026년부터 해군에 인도될 예정이다.

## 같이 보기
- 60mm 박격탄
- 76mm 철갑고폭탄
- 88mm 대공포
- 152mm 고폭탄
- 155mm 고폭탄